# Mörttjärnarna (Jörns socken, Västerbotten)
Mörttjärnarna är en sjö i Skellefteå kommun i Västerbotten och ingår i Byskeälvens huvudavrinningsområde.